# Gerichtsbezirk Asch
Der Gerichtsbezirk Asch (tschechisch: soudní okres Aš) war ein dem Bezirksgericht Asch unterstehender Gerichtsbezirk im Kronland Böhmen. Er umfasste Gebiete im äußersten Nordwesten Böhmens im Nordwesten des heutigen Okres Cheb. Zentrum des Gerichtsbezirks war die Stadt Asch (Aš). Das Gebiet gehörte seit 1918 zur neu gegründeten Tschechoslowakei und ist seit 1991 Teil der Tschechischen Republik.

## Geschichte
Die ursprüngliche Patrimonialgerichtsbarkeit wurde im Kaisertum Österreich nach den Revolutionsjahren 1848/49 aufgehoben. An ihre Stelle traten die Bezirks-, Landes- und Oberlandesgerichte, die nach den Grundzügen des Justizministers geplant und deren Schaffung am 6. Juli 1849 von Kaiser Franz Joseph I. genehmigt wurde. Der Gerichtsbezirk Asch gehörte zunächst zum Kreis Eger und umfasste 1854 die 23 Katastralgemeinden Asch, Friedrichsreuth, Gottmannsgrün, Grün, Haslau, Himmelreich, Hirschfeld, Krugsreuth, Lindau, Mähring, Nassengrub, Neuberg, Neuenbrand, Niederreuth, Oberreuth, Ottengrün, Rommersreuth, Roßbach, Schildern, Schönbach, Steingrün, Thonbrunn und Wernersreuth. Der Gerichtsbezirk Asch bildete im Zuge der Trennung der politischen von der judikativen Verwaltung ab 1868 auch einen eigenen, politischen Bezirk, den Bezirk Asch.
Im Gerichtsbezirk Asch lebten 1869 27.911 Menschen, 1900 waren es 34.264 Personen.
Der Gerichtsbezirk Asch wies 1910 eine Bevölkerung von 44.896 Personen auf, von denen 41.265 Deutsch und lediglich 5 Tschechisch als Umgangssprache angaben. Im Gerichtsbezirk lebten zudem 3.626 Anderssprachige oder Staatsfremde.
Durch die Grenzbestimmungen des am 10. September 1919 abgeschlossenen Vertrages von Saint-Germain kam der Gerichtsbezirk Asch vollständig zur neugegründeten Tschechoslowakei, wobei die Gerichtseinteilung bis 1938 im Wesentlichen bestehen blieb. Nach dem Münchner Abkommen wurde das Gebiet Teil des Landkreises Asch bzw. des Sudetenlandes. 1960 wurde aus den Bezirken Aš, Cheb und Teilen von Mariánské Lázně der Okres Cheb gebildet, zudem das Gebiet des ehemaligen Gerichtsbezirks bis heute gehört.
Nachdem die Bezirksbehörden im Zuge einer Verwaltungsreform 2003 ihre Verwaltungskompetenzen verloren, werden diese von den Gemeinden bzw. dem Karlovarský kraj wahrgenommen, dem das Gebiet um Aš seit Beginn des 21. Jahrhunderts angehört.

## Gerichtssprengel
Der Gerichtssprengel umfasste 1910 die 21 Gemeinden Asch (Aš), Friedersreuth (Pastviny), Gottmannsgrün, Grün (Doubrava), Haslau (Hazlov), Himmelreich (Nebesa), Hirschfeld (Polná), Lindau (Lindava), Mähring (Újezd u Krásné), Nassengrub (Mokřiny), Neuberg (Podhradí) Neuenbrand (Nový Žďár), Niederreuth (Dolní Paseky), Oberreuth (Horni Paseky), Rommersreuth (Skalka), Roßbach (Hranice), Schildern, Schönbach (Krásná), Steingrün (Výhledy), Thonbrunn (Studánka) und Wernersreuth (Vernéřov).